# Communauté de communes de Chautagne
La communauté de communes de Chautagne (CCC) est une ancienne communauté de communes française, située dans le département de la Savoie et la région Auvergne-Rhône-Alpes.
Le 1er janvier 2017, la CCC fusionne avec la communauté d'agglomération du lac du Bourget et la communauté de communes du canton d'Albens pour former Grand Lac.
Ce territoire recoupe celui de la petite région dite Chautagne (ancienne cuvette d'origine glaciaire, remplie par les sédiments du Rhône autrefois couverte de marais plus ou moins tourbeux et probablement d'une forêt alluviale à aulnaies, toponyme : « Les vernes »), saules et peupliers, puis transformée en zone de pré de fauche puis en une vaste mosaïque de peupleraies après de grands drainages entrepris dans les années 1930.

## Géographie
La communauté de communes de Chautagne se situe au nord-ouest du département de la Savoie, au nord du lac du Bourget et aux limites administratives de la Haute-Savoie au nord et de l'Isère à l'ouest. Le Rhône longe la communauté de communes à l'ouest de celle-ci. Son altitude varie entre 220 mètres à Chanaz et 1 057 mètres sur la commune de Serrières-en-Chautagne.

## Histoire
La Communauté de communes de Chautagne a été créée par arrêté préfectoral du 21 décembre 2000.
Le 1er janvier 2017, la Communauté d'agglomération du Lac du Bourget fusionne avec la communauté de communes du canton d'Albens et la CCC pour former Grand Lac.

## Composition
L'intercommunalité regroupait les communes suivantes :
| Nom                      | Code Insee | Gentilé                         | Superficie (km2) | Population (dernière pop. légale) | Densité (hab./km2) |
| ------------------------ | ---------- | ------------------------------- | ---------------- | --------------------------------- | ------------------ |
| Ruffieux (siège)         | 73218      | Ruffiérois                      | 13,21            | 855 (2014)                        | 65                 |
| Chanaz                   | 73073      | Chanaziens                      | 6,75             | 503 (2014)                        | 75                 |
| Chindrieux               | 73085      | Chindrolais                     | 16,42            | 1 331 (2014)                      | 81                 |
| Conjux                   | 73091      | Conjuxiens                      | 1,70             | 197 (2014)                        | 116                |
| Motz                     | 73180      | Motziens                        | 9,04             | 430 (2014)                        | 48                 |
| Saint-Pierre-de-Curtille | 73273      | Valdecrenans ou Val de Crênants | 9,75             | 479 (2014)                        | 49                 |
| Serrières-en-Chautagne   | 73286      | Serrierois                      | 16,04            | 1 198 (2014)                      | 75                 |
| Vions                    | 73327      | Mollardins                      | 5,70             | 418 (2014)                        | 73                 |

## Démographie
| 1968  | 1975  | 1982  | 1990  | 1999  | 2010  | 2013  |
| ----- | ----- | ----- | ----- | ----- | ----- | ----- |
| 2 834 | 2 792 | 3 157 | 3 719 | 4 179 | 5 100 | 5 339 |

### Pyramide des âges
| Hommes | Classe d’âge | Femmes |
| ------ | ------------ | ------ |
| 0,3    | 90 ans ou +  | 0,7    |
| 5,8    | 75 à 89 ans  | 8,1    |
| 16,8   | 60 à 74 ans  | 17,2   |
| 21,0   | 45 à 59 ans  | 19,1   |
| 21,2   | 30 à 44 ans  | 21,7   |
| 14,8   | 15 à 29 ans  | 13,8   |
| 20,2   | 0 à 14 ans   | 19,5   |

| Hommes | Classe d’âge | Femmes |
| ------ | ------------ | ------ |
| 0,4    | 90 ans ou +  | 1,1    |
| 6,3    | 75 à 89 ans  | 9,5    |
| 13,8   | 60 à 74 ans  | 14,7   |
| 20,9   | 45 à 59 ans  | 20,4   |
| 21,2   | 30 à 44 ans  | 20,2   |
| 18,2   | 15 à 29 ans  | 16,5   |
| 19,4   | 0 à 14 ans   | 17,5   |

## Administration

### Statut
Le regroupement de communes a dès sa création pris la forme d’une communauté de communes. L’intercommunalité est enregistrée au répertoire des entreprises sous le code SIREN 247 300 338. Son activité est enregistrée sous le code APE 8411Z

### Présidents
| Période                                  | Période  | Identité        | Étiquette | Qualité                                       |
| ---------------------------------------- | -------- | --------------- | --------- | --------------------------------------------- |
| 2000                                     | 2014     | Serge Simondin  | SE        | Maire de Saint-Pierre-de-Curtille (1983-2014) |
| 2014                                     | en cours | Olivier Rognard | SE        | Maire de Ruffieux                             |
| Les données manquantes sont à compléter. |          |                 |           |                                               |

### Conseil communautaire
À la suite de la réforme des collectivités territoriales de 2013, les conseillers communautaires dans les communes de plus de 1 000 habitants sont élus au suffrage universel direct en même temps que les conseillers municipaux. Dans les communes de moins de 1 000 habitants, les conseillers communautaires seront désignés parmi le conseil municipal élu dans l'ordre du tableau des conseillers municipaux en commençant par le maire puis les adjoints et enfin les conseillers municipaux. Les règles de composition des conseils communautaires ayant changé, celui-ci comptera à partir de mars 2014 vingt-cinq conseillers communautaires qui sont répartis selon la démographie :
| Nombre de conseillers | Communes                                        |
| --------------------- | ----------------------------------------------- |
| 5                     | Chindrieux et Serrières-en-Chautagne            |
| 4                     | Ruffieux                                        |
| 3                     | Chanaz                                          |
| 2                     | Conjux, Motz, Saint-Pierre-de-Curtille et Vions |

### Bureau
Le conseil communautaire élit un président et des vice-présidents. Ces derniers, avec d'autres membres du conseil communautaire, constituent le bureau. Le conseil communautaire délègue une partie de ses compétences au bureau et au président.

### Compétences
Les actions qu'entreprend la Communauté de communes de Chautagne sont celles que les communes ont souhaité lui transférer. Ces dernières sont définies dans ses statuts.
- Environnement
- Économie
- Scolaire
- Services à la population
- Tourisme
- Agriculture - viticulture
- Habitat - urbanisme
- Culture - patrimoine

### Identité visuelle
| Logotype de la Communauté de communes de Chautagne. | La Communauté de communes de Chautagne s’est dotée d’un logotype. |